# Hugo Cianci
Pour les articles homonymes, voir Cianci.
Hugo Cianci est un footballeur français, né le 9 juin 1989 à Grenoble.

## Biographie
Formé au Grenoble Foot 38, il intègre le groupe professionnel à l'été 2008, et s'installera quelques fois sur le banc au cours de la saison 2008-2009. En juin 2009, il signe son premier contrat professionnel. 
Le 7 novembre 2009, il dispute son premier match professionnel en rentrant lors du match contre Monaco, pour le compte de la 13e journée de Ligue 1.
Laissé libre par Grenoble Foot 38 à la suite de sa liquidation judiciaire, il signe le 27 juillet 2011 un contrat de trois ans à l'US Boulogne CO. Ne se sentant pas bien à Boulogne (Ville), il résilie à l'amiable son contrat avec le club, rétrogradé en National.
Il décide de retourner vivre dans sa ville natale, Grenoble, et en novembre 2012, il signe au Grenoble Foot 38, évoluant en CFA, qui a pour objectif la montée en national dès l'année suivante. Le GF38 monte finalement en national en 2017, mais le club et Cianci résilient son contrat d'un commun accord.